# Thomas Girtin
Thomas Girtin (18 de febrero de 1775-9 de noviembre de 1802) fue un pintor y grabador inglés, que tuvo un papel destacado en el establecimiento de la acuarela como una forma de arte valiosa. Nació en el distrito de Southwark, en la ciudad de Londres. Fue hijo de un adinerado fabricante de cepillos y descendiente directo de los Hugonotes. Durante su niñez quedó huérfano de padre, y su madre contrajo matrimonio nuevamente con un dibujante de apellido Vaughan. En consecuencia desde que era un niño aprendió a dibujar, siendo inscrito en la escuela de dibujo de Thomas Malton. Más tarde se convirtió en aprendiz de Edward Dayes (1763-1804), un acuarelista topográfico.
En su juventud fue amigo de J. M. W. Turner, con quien coloreó láminas en acuarela para ilustrar libros de viaje. Sus primeros paisajes son parecidos a las vistas topográficas del siglo XVIII, pero en años posteriores desarrolló un estilo romántico más marcado y espacioso, que tuvo una gran influencia en la pintura inglesa posterior.

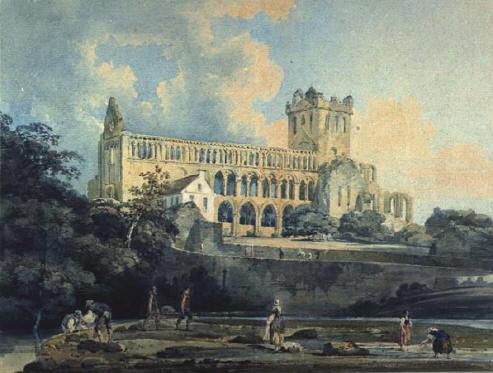
Abadía de Jedburgh desde el río (1798-99) por Thomas Girtin.